# Celama fasciata
Celama fasciata är en fjärilsart som beskrevs av Walker 1866. Celama fasciata ingår i släktet Celama och familjen trågspinnare. Inga underarter finns listade i Catalogue of Life.